# Ранчо Вијехо (Тексас)
Ранчо Вијехо (енгл. Rancho Viejo) град је у америчкој савезној држави Тексас. По попису становништва из 2010. у њему је живело 2.437 становника.

## Демографија
Према попису становништва из 2010. у граду је живело 2.437 становника, што је 683 (38,9%) становника више него 2000. године.
| Група             | 2000.       | 2010.         |
| Белци             | 807 (46,0%) | 730 (30,0%)   |
| Афроамериканци    | 9 (0,5%)    | 21 (0,9%)     |
| Азијати           | 76 (4,3%)   | 97 (4,0%)     |
| Хиспаноамериканци | 842 (48,0%) | 1.577 (64,7%) |
| Укупно            | 1.754       | 2.437         |